# صاحب‌نظر
صاحب‌نظر به کسانی گفته می‌شود که عقاید و نظراتشان را دربارهٔ یک موضوع خاص (تحلیل‌های سیاسی، علوم اجتماعی، تکنولوژی یا ورزش) در اختیار رسانه‌های گروهی قرار می‌دهند که در این حوزه اطلاعات کافی دارند یا حداقل اینطور به نظر می‌رسد، یا یک پژوهشگر در این زمینه هستند. 